# Скалак (Бургасская область)
Скалак (болг. Скалак) — село в Болгарии. Находится в Бургасской области, входит в общину Руен. Население составляет 527 человек (2022).

## Политическая ситуация
В местном кметстве Скалак, в состав которого входит Скалак, должность кмета (старосты) исполняет Осман Смаил Мехмед (Движение за права и свободы (ДПС)) по результатам выборов правления кметства.
Кмет (мэр) общины Руен — Дурхан Мехмед Мустафа (Движение за права и свободы (ДПС)) по результатам выборов в правление общины.